# Мунаката, Наоми
Наоми Мунаката, Naomi Munakata (яп. 宗像 直美 Munakata Naomi, 31 мая 1955 — 26 марта 2020) — бразильский хоровой дирижёр и академический преподаватель японского происхождения в городе Сан-Паулу. Была дирижёром OSESP, хора Orquestra Sinfônica do Estado de São Paulo (Симфонический оркестр штата Сан-Паулу), с 1995 по 2013 год, а затем главным дирижёром хора Корал Паулистано Марио де Андраде в Городском театре Сан-Паулу. Мунаката была среди хоровых дирижёров в Южной Америке, которые «внесли свой вклад в укрепление и стимулирование хоровой музыки», согласно изданию «Кембриджский компаньон по хоровой музыке» (англ. The Cambridge Companion to Choral Music).

## Жизнь
Мунаката родилась в Хиросиме, и её семья переехала в Сан-Паулу в Бразилии, когда ей было два года. Она получила уроки игры на фортепиано с четырёх лет и начала петь в хоре, которым дирижировал её отец, в возрасте семи лет. Она также научилась играть на скрипке и арфе. Она училась в музыкальном институте Сан-Паулу, который окончила в 1978 году по классу композиции и дирижирования. Наоми изучала дирижирование, музыкальный анализ и контрапункт у Ганса-Иоахима Келлройтера. Она также училась у Элеазара де Карвалью, Хью Росса, Серджио Маньяни и Джона Нешлинга. Наоми также обучалась вместе с Эриком Эриксоном в Швеции на стипендию Фонда Vitae Foundation, а в 1986 году получила стипендию для изучения дирижирования в Токийском университете от японского правительства. Она получила награду как лучший хоровой дирижёр от Ассоциации искусствоведов Сан-Паулу.
Мунаката была учителем и директором муниципального хора Городской школы музыки в Сан-Паулу, а также дирижёром и художественным руководителем Государственного молодёжного хора Корал-Жовем-ду-Эстаду. Также Наоми вела регулярную радиопрограмму «Vozes» (Голоса) на радио Cultura FM, информируя слушателей о хоровой музыке.
Была дирижёром OSESP, хора Orquestra Sinfônica do Estado de São Paulo (Симфонический оркестр штата Сан-Паулу), с 1995 по 2013 год, когда она стала почётным дирижёром хора. С 2014 года она была художественным руководителем хора муниципального театра Корал Паулистано Марио де Андраде. Наоми преподавала в колледже Санта-Марселина и Колледже искусств Алькантара Мачадо (FAAM).
Во время пандемии коронавируса COVID-19 в Бразилии Мунаката была госпитализирована 16 марта 2020 года в больницу Алемао Освальдо Крус с симптомами этой инфекции и умерла 26 марта 2020 года в возрасте 64 лет.

## Награды
Получила награду как лучший хоровой дирижёр от Ассоциации искусствоведов Сан-Паулу.